# Divij Sharan
Divij Sharan (Delhi, 2 marzo 1986) è un tennista indiano.
Specialista del doppio, ha vinto in carriera 5 titoli nel circuito maggiore, diversi altri nell'ATP Challenger Tour e il suo miglior ranking ATP è il 36º posto del 16 luglio 2018. Nelle prove del Grande Slam ha raggiunto i quarti di finale al torneo di Wimbledon 2018. Ha fatto il suo esordio nella squadra indiana di Coppa Davis nel 2012.

## Biografia
Ha imparato a giocare a tennis a sette anni e i suoi idoli erano Roger Federer, Mahesh Bhupathi e Leander Paes. Nel 2019 ha sposato la tennista britannica Samantha Murray.

## Carriera

### Juniores
Gioca nell'ITF Junior Circuit tra il 2001 e il 2004 e vince in totale sette tornei di doppio, tra cui l'unico Grade A è la Osaka Mayor's Cup dell'ottobre 2003, risultato che lo proietta al 5º posto nel ranking mondiale di categoria, mentre in singolare non vince alcun torneo. Il suo miglior risultato nelle prove juniores del Grande Slam è la semifinale raggiunta in doppio all'Open di Francia 2004.

### 2002-2009, inizi e primi titoli ITF
Muove i primi passi tra i professionisti nel 2002, a soli sedici anni, e inizia a giocare con continuità alla fine del 2005. Disputa la prima finale nel circuito ITF nel luglio 2006 in un torneo di doppio in Romania e vince il primo titolo nel marzo dell'anno seguente al torneo di doppio dell'ITF Nigeria F1; si conferma campione anche una settimana più tardi al Nigeria F2. Nel novembre successivo gioca la prima delle tre finali in singolare raggiunte in carriera, tutte perse nel circuito ITF. Quello stesso anno raggiunge la 438ª posizione mondiale, che rimarrà il suo best ranking in carriera in singolare. Vince altri due tornei ITF in doppio nel 2008, ma è nel 2009 che la sua classifica in doppio diventa migliore di quella in singolare, quella stagione vince 5 tornei e sale a ridosso della top 300.

### 2010-2012, primi titoli Challenger, debutto in Coppa Davis e top 100
Nel 2010 disputa le sue prime finali Challenger a Kyoto e a Karshi, perdendole entrambe. Nel gennaio 2011 fa il suo esordio nel circuito maggiore con una sconfitta al primo turno a Chennai. Dopo aver vinto 19 tornei ITF, si aggiudica il primo titolo Challenger nel settembre 2011 a Ningbo, gioca in coppia con Karan Rastogi e battono in tre set in finale Jan Hernych / Jürgen Zopp. Aveva appena fatto il suo ingresso nella top 200 e chiude la stagione con il nuovo best ranking al 152º posto mondiale. L'anno successivo disputa otto finali Challenger e ne vince due, e a novembre entra per la prima volta nella top 100 mondiale. Fa inoltre il suo debutto a settembre in Coppa Davis e si impone in doppio nella sfida vinta 5-0 contro la Nuova Zelanda.

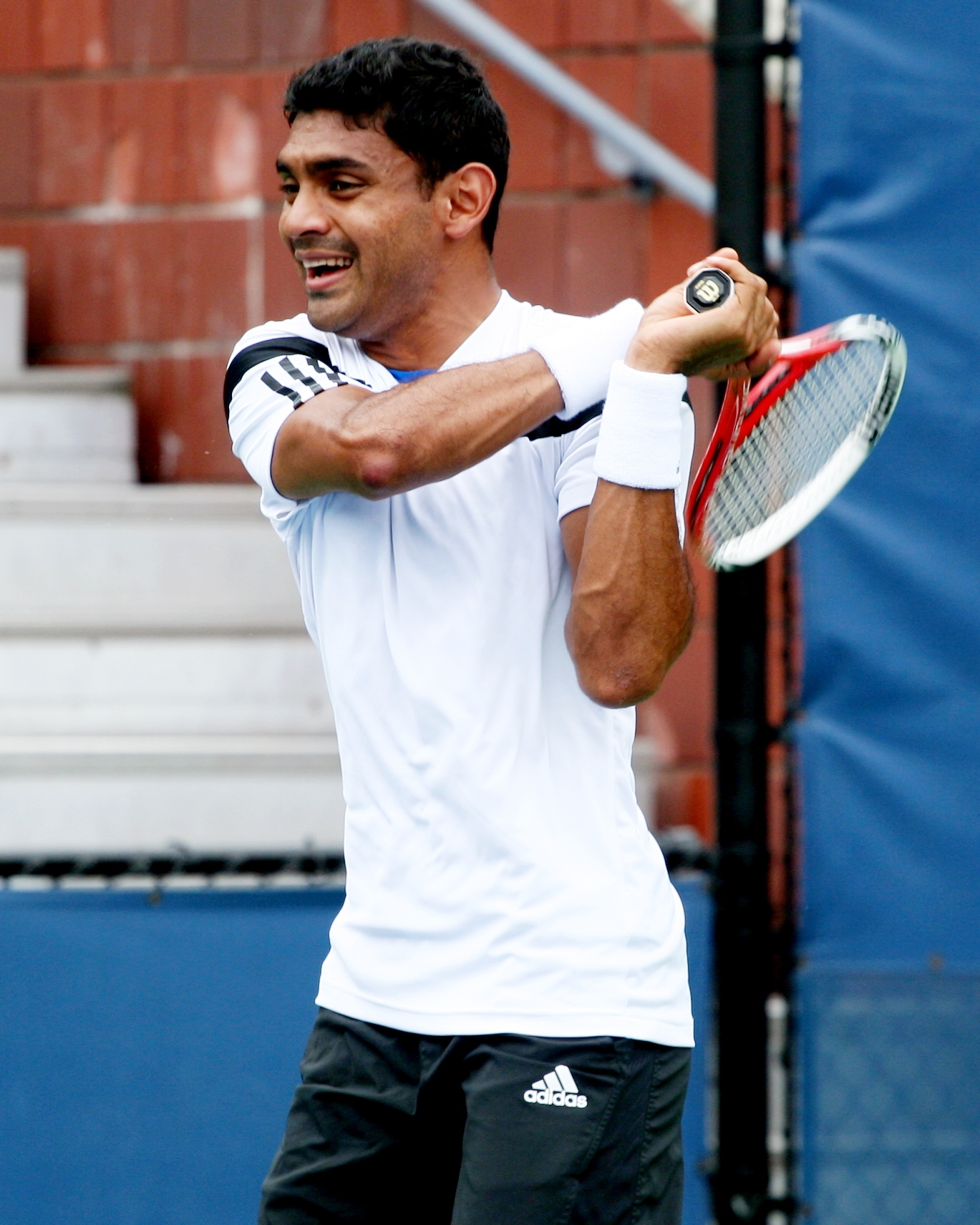
Sharan agli US Open nel 2013

### 2013, primo titolo ATP e top 70
Nel giugno 2013 fa la sua seconda esperienza nel circuito maggiore prendendo parte al torneo di Wimbledon, supera le qualificazioni assieme a Purav Raja ed escono di scena al primo turno. A luglio raggiunge la semifinale sull'erba di Newport in coppia con Ivo Karlovic. La settimana successiva vince il suo primo titolo ATP a Bogotà con il successo in finale assieme a Raja sulla coppia Édouard Roger-Vasselin / Igor Sijsling dopo due tie-break, risultato con cui sale alla 66ª posizione mondiale. Quella stessa stagione raggiunge il terzo turno agli US Open e vince una della 5 finali Challenger disputate.

### 2014-2015, una semifinale ATP e discesa nel ranking
Non si ripete nel 2014, i migliori risultati in stagione sono la semifinale ATP di Bogotà e i due titoli Challenger vinti ai tornei di Kyoto e Shanghai. Dopo essere arrivato al 63º posto del ranking in marzo, a luglio esce dalla top 100. Nel 2015 è impegnato quasi esclusivamente nei Challenger, raggiunge cinque finali, ne vince due a Recanati e Smirne e non fa progressi nel ranking, scendendo a settembre alla 158ª posizione.

### 2016, un titolo ATP e 61º nel ranking
Risale la classifica verso la metà del 2016 raggiungendo tre semifinali ATP e vincendo due Challenger inglesi e uno spagnolo. In luglio rientra nella top 100 e ad agosto conquista al Los Cabos Open il secondo titolo ATP in carriera, vincendo di nuovo in finale dopo due tie-break con Raja, questa volta contro Jonathan Erlich / Ken Skupski. Verso fine stagione disputa due quarti di finale ATP, vince un altro torneo Challenger e risale fino alla 61ª posizione di novembre, nuovo best ranking.

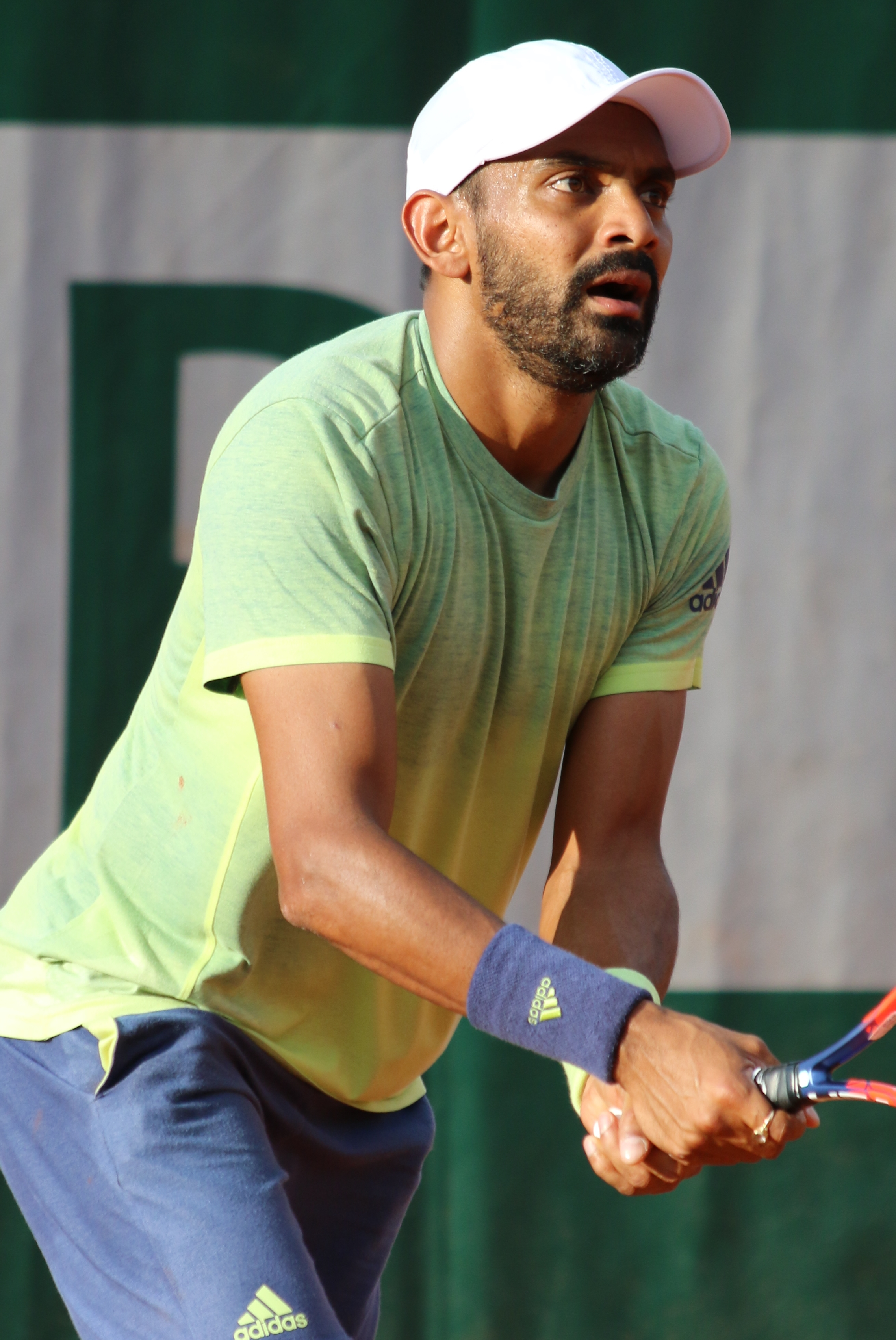
Sharan al Roland Garros nel 2018

### 2017, un titolo ATP e top 50
Apre la stagione 2017 perdendo assieme a Raja la finale all'ATP di Chennai, rimane impegnato soprattutto nel circuito ATP e raggiunge le semifinali a Montpellier, Atlanta, Los Cabos e Chengdu. Di rilievo anche i suoi primi incontri vinti in carriera all'Open di Francia e a Wimbledon, raggiungendo rispettivamente il terzo e il secondo turno. A ottobre vince il titolo all'ATP di Anversa, dove in coppia con Scott Lipsky batte in tre set in finale Santiago González / Julio Peralta. Nell'arco della stagione vince anche due tornei Challenger e chiude il 2017 con il nuovo best ranking in 47ª posizione.

### 2018, quarti di finale a Wimbledon e 36º nel ranking
Continua a salire in classifica nel 2018, a gennaio arriva in semifinale all'ATP di Pune, vince il Canberra Challenger e si spinge per la prima volta fino al terzo turno agli Australian Open. Nel periodo successivo disputa cinque semifinali nei tornei ATP e a luglio ottiene il miglior risultato in carriera in una prova del Grande Slam raggiungendo i quarti di finale al torneo di Wimbledon, gioca in coppia con Artem Sitak e vengono eliminati in 4 set dagli specialisti Mike Bryan / Jack Sock, risultato con cui raggiunge il best ranking in carriera alla 36ª posizione mondiale. Ad agosto vince la medaglia d'oro in doppio ai Giochi asiatici assieme a Rohan Bopanna. Gioca altre tre semifinali ATP nella seconda parte della stagione ad Atlanta, Anversa e all'ATP 500 di Basilea.

### 2019, due titoli ATP
Si mantiene nella top 50 per tutto il 2019, che comincia vincendo il titolo all'ATP di Pune assieme a Bopanna. Ad aprile perde la finale a Monaco di Baviera in coppia con Marcelo Demoliner. Il miglior risultato stagionale negli Slam è il terzo turno raggiunto a Wimbledon con Demoliner. A settembre arriva a San Pietroburgo il quinto titolo ATP in carriera, il primo in coppia con Igor Zelenay. Nel corso della stagione disputa inoltre altre tre semifinali nei tornei ATP.

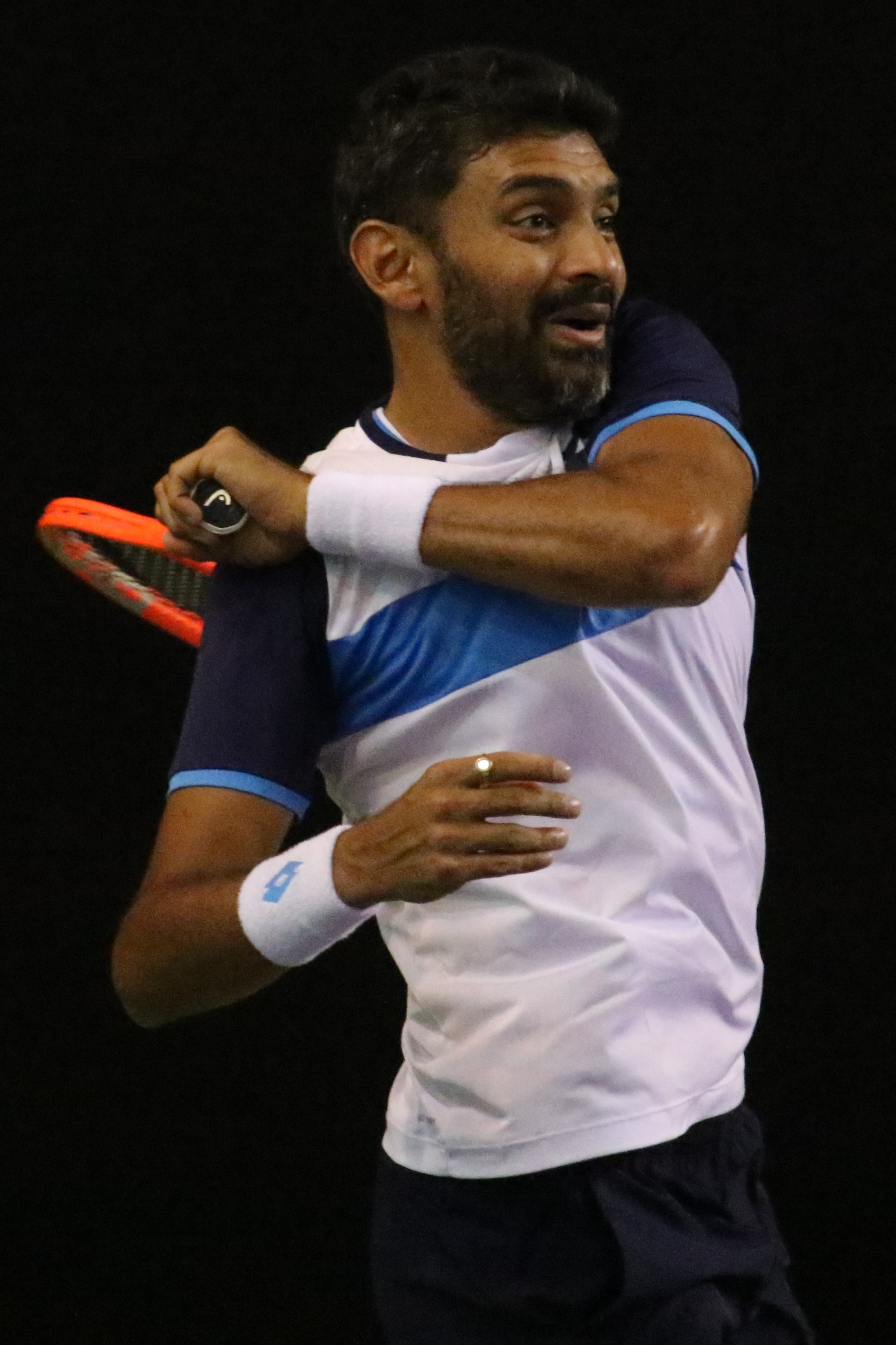
Sharan nel 2021

### 2020-2021, crisi di risultati e uscita dalla top 100
La stagione 2020 segna l'inizio del suo declino, non supera mai i quarti di finale nei tornei ATP e, dopo la lunga pausa del tennis mondiale dovuta al COVID-19, a settembre perde una finale Challenger. In questo scorcio di stagione vince solo uno dei 7 incontri disputati nel circuito maggiore. Nonostante i risultati negativi, chiude il 2020 al 63º posto grazie alle disposizioni dell'ATP in aiuto dei tennisti per questo periodo di difficoltà dovute alla pandemia. La crisi di risultati continua nel 2021, nel quale vince 5 dei 19 incontri disputati nei tabelloni principali ATP. Il miglior risultato sono i quarti di finale raggiunti all'ATP 500 di Halle. A settembre esce dalla top 100, nell'ultima parte della stagione torna a giocare nei Challenger e raggiunge tre semifinali. 

### 2022-2025, declino
Nel 2022 gioca quasi esclusivamente tornei Challenger e vince due delle cinque finali raggiunte. A luglio esce per la prima volta dalla top 200 dopo quasi 11 anni e vi fa subito rientro. Perde una nuova finale Challenger nel marzo 2023. Dopo una serie di tornei negativi, verso fine anno vince il JC Ferrero Challenger Open in coppia con John-Patrick Smith e raggiunge altre due semifinali nei Challenger. Nel 2024 inizia a giocare a giugno partendo dalla 223ª posizione mondiale, nell'arco della stagione raggiunge una sola semifinale Challenger e scende ulteriormente nel ranking. Gioca anche tre tornei ITF, ne vince uno in Portogallo e chiude la stagione a ridosso della top 400. Nel 2025 i suoi impegni nel circuito diventano rari.

## Caratteristiche tecniche
Giocatore mancino, gioca il rovescio a due mani e il suo colpo migliore è la volée. Si trova a suo agio sui campi in erba e in cemento. Il suo torneo preferito è Wimbledon.

## Statistiche
Aggiornate al 23 giugno 2025.

### Doppio

#### Vittorie (5)
| Legenda doppio            |
| Grande Slam (0)           |
| ATP World Tour Finals (0) |
| ATP Masters 1000 (0)      |
| ATP World Tour 500 (0)    |
| ATP World Tour 250 (5)    |

| N. | Data              | Torneo                               | Superficie  | Compagno      | Avversari in Finale                  | Punteggio        |
| 1. | 20 luglio 2013    | Colombia Open, Bogotà                | Cemento     | Purav Raja    | Édouard Roger-Vasselin Igor Sijsling | 7–6(4), 7–6(3)   |
| 2. | 13 agosto 2016    | Los Cabos Open, Los Cabos            | Cemento     | Purav Raja    | Jonathan Erlich Ken Skupski          | 7–6(4), 7–6(3)   |
| 3. | 22 ottobre 2017   | European Open, Anversa               | Cemento (i) | Scott Lipsky  | Santiago González Julio Peralta      | 6-4, 2-6, [10-5] |
| 4. | 5 gennaio 2019    | Maharashtra Open, Pune               | Cemento     | Rohan Bopanna | Luke Bambridge Jonny O'Mara          | 6-3, 6-4         |
| 5. | 22 settembre 2019 | St. Petersburg Open, San Pietroburgo | Cemento (i) | Igor Zelenay  | Matteo Berrettini Simone Bolelli     | 6-3, 3-6, [10-8] |

#### Finali perse (2)
| Legenda doppio            |
| Grande Slam (0)           |
| ATP World Tour Finals (0) |
| ATP Masters 1000 (0)      |
| ATP World Tour 500 (0)    |
| ATP World Tour 250 (2)    |

| N. | Data           | Torneo                                       | Superficie  | Compagno          | Avversari in Finale                 | Punteggio |
| 1. | 8 gennaio 2017 | Chennai Open, Chennai                        | Cemento     | Purav Raja        | Rohan Bopanna Jeevan Nedunchezhiyan | 3-6, 4-6  |
| 2. | 5 maggio 2019  | Internazionali di Baviera, Monaco di Baviera | Terra rossa | Marcelo Demoliner | Frederik Nielsen Tim Pütz           | 4-6, 2-6  |

## Risultati in progressione
| Sigla | Risultato               |
| ----- | ----------------------- |
| V     | Vincitore               |
| F     | Finalista               |
| SF    | Semifinalista           |
| O     | Oro olimpico            |
| A     | Argento olimpico        |
| SF    | Bronzo olimpico         |
| QF    | Quarti di Finale        |
| 4T    | Quarto turno            |
| 3T    | Terzo turno             |
| 2T    | Secondo turno           |
| 1T    | Primo turno             |
| RR    | Round Robin             |
| LQ    | Turno di qualificazione |
| A     | Assente                 |
| ND    | Non disputato           |

| Legenda superfici    |
| -------------------- |
| Cemento              |
| Terra battuta        |
| Erba                 |
| Superficie variabile |

### Doppio
| Tornei Grande Slam         |               |               |               |     |               |               |               |               |     |     |       |
| Australian Open, Melbourne | A             | 2T            | A             | A   | 1T            | 3T            | 1T            | 2T            | 1T  | A   | 3-6   |
| Roland Garros, Parigi      | A             | 1T            | A             | A   | 3T            | 2T            | 2T            | 1T            | 1T  | A   | 4-6   |
| Wimbledon, Londra          | 1T            | 1T            | Q2            | Q1  | 2T            | QF            | 3T            | ND            | 1T  | A   | 6-6   |
| US Open, New York          | 3T            | A             | A             | A   | 1T            | 2T            | 1T            | 1T            | 1T  |     | 3-6   |
| Vittorie-Sconfitte         | 2-2           | 0-3           | 0-0           | 0-0 | 3-4           | 7-4           | 3-4           | 1-3           | 0-4 | 0-0 | 16-24 |
| Giochi Olimpici            |               |               |               |     |               |               |               |               |     |     |       |
| Giochi Olimpici            | Non disputati | Non disputati | Non disputati | A   | Non disputati | Non disputati | Non disputati | Non disputati | A   | ND  | 0-0   |
| Vittorie-Sconfitte         | Non disputati | Non disputati | Non disputati | 0-0 | Non disputati | Non disputati | Non disputati | Non disputati | 0-0 | ND  | 0-0   |